# Куп Милан Цига Васојевић 2024.
Куп Милан Цига Васојевић 2024. године био је одржан по осамнаести пут као национални кошаркашки куп Србије у женској конкуренцији. Домаћин завршног турнира био је Ниш  2. и 3. марта 2023. године, а све утакмице су одигране у Спортском центру Чаир. И ове године је Ниш био домаћин националног купа и у мушкој и женској конкуренцији.
Жреб парова овог издања Купа Милан Цига Васојевић одржан је 12. фебруара 2024. у просторијама Кошаркашког савеза Србије. Парове су извлачиле кошаркашице клубова учесника Невена Вучковић из Меге МИС, Невена Наумчев из Црвене звезде, Ивана Брајковић из Краљева и Јована Боричић из Партизана 1953.
Мега МИС је у финалу резултатом 73:70 савладао Партизан. Кошаркашицама Арта је ово био други трофеј. Признање намењено најкориснијој играчици финалне утакмице освојила је кошаркашица Арта Надежда Недељков, чији је индекс корисности износио 21. Најбољи стрелац финала била је Јована Боричић, играчица Партизана. Она је на овом мечу постигла 20 поена.

## Учесници
На завршном турниру учествује укупно 4 клуба, а право учешћа стекли су клубови који су кроз квалификације пласирали у полуфинале купа.
По овом основу пласман су обезбедили Мега МИС, Краљево, Партизан  и  Црвена звезда.

## Дворана
| Ниш                  | НишКуп Милан Цига Васојевић 2024. на карти Србије |
| Спортски центар Чаир | НишКуп Милан Цига Васојевић 2024. на карти Србије |
| Капацитет: 4.800     | НишКуп Милан Цига Васојевић 2024. на карти Србије |
|                      | НишКуп Милан Цига Васојевић 2024. на карти Србије |

## Полуфинале
| 2. март 2024 17:00 | Извештај | Црвена звезда                                                   | 67 : 73 | Партизан 1953                 | Спортски центар Чаир, Ниш Гледаоци: 300 Судије: Ивановић, Недељковић, Јовичин |  |
| 2. март 2024 17:00 | Извештај | Четвртине: 14:26, 24:7, 11:26, 18:14                            |         |                               | Спортски центар Чаир, Ниш Гледаоци: 300 Судије: Ивановић, Недељковић, Јовичин |  |
| 2. март 2024 17:00 | Извештај | Поени: Радуловић 14 Скокови: Роџстер 9 Асистенције: Радуловић 5 |         | Давинић 15 Боричић 8 Стојић 5 | Спортски центар Чаир, Ниш Гледаоци: 300 Судије: Ивановић, Недељковић, Јовичин |  |

| 2. март 2024 19:30 | Извештај | Краљево                                                             | 74 : 82 | Мега МИС                          | Спортски центар Чаир, Ниш Гледаоци: 200 Судије: Смиљанић, Ћирић, Петровић |  |
| 2. март 2024 19:30 | Извештај | Четвртине: 22:20, 12:22, 24:18, 16:22                               |         |                                   | Спортски центар Чаир, Ниш Гледаоци: 200 Судије: Смиљанић, Ћирић, Петровић |  |
| 2. март 2024 19:30 | Извештај | Поени: Рајић 21 Скокови: Гобељић 8 Асистенције: Меховић, Несторов 4 |         | Недељков 23 Митровић 11 Поповић 9 | Спортски центар Чаир, Ниш Гледаоци: 200 Судије: Смиљанић, Ћирић, Петровић |  |

## Финале
| 3. март 2024 19:00 | Извештај | Партизан 1953                                               | 70 : 73 | Мега МИС                     | Спортски центар Чаир, Ниш Гледаоци: 400 Судије: Смиљанић, Ивановић, Јовичин |  |
| 3. март 2024 19:00 | Извештај | Четвртине: 12:18, 13:16, 19:17, 26:22                       |         |                              | Спортски центар Чаир, Ниш Гледаоци: 400 Судије: Смиљанић, Ивановић, Јовичин |  |
| 3. март 2024 19:00 | Извештај | Поени: Боричић 20 Скокови: Боричић 10 Асистенције: Стојић 6 |         | Недељков 19 Талијан 9 Олић 5 | Спортски центар Чаир, Ниш Гледаоци: 400 Судије: Смиљанић, Ивановић, Јовичин |  |

| Победник Купа Милан Цига Васојевић 2024. |
| ---------------------------------------- |
| Мега МИС 2. титула                       |